# Nicole Helbig
Nicole Helbig (* 1970 in Lemgo) ist eine deutsche Kunsthandwerkerin und Autorin von Bastelbüchern zu verschiedenen Themen. Zusammen mit ihrer Mutter Monika Helbig verfasste sie über 70 Bastel-Bücher zu den Themen Serviettentechnik, Window-Color, Häkeln, Modeschmuck sowie weiteren Kreativ-Bereichen.
Seit 1992 publiziert sie ihre Anleitungen im Christophorus- und im Frech-Verlag im Bereich Modeschmuck zum Selbermachen. Ihre Bücher wurden u. a. ins Spanische, Italienische, Französische, Tschechische und Niederländische übersetzt.
Auf den einschlägigen Fachmessen tritt sie als Workshop-Leiterin auf und wirkt ebenso als freie Beraterin verschiedener Kreativfirmen.
2006 gründete sie das Unternehmen Creadiva. Auf sogenannten Creadiva-Partys werden in Heimvorführungen den größtenteils weiblichen Kunden Fertigkeiten zur Herstellung von eigenem Modeschmuck vermittelt.
Seit 2011 erscheinen Bastelbücher zu Schmucktechniken im Eigenverlag. Des Weiteren unterrichtet Helbig an der VHS Trier und Trier-Land.

## Werke
Bekannt sind vor allem folgende Bücher von Nicole und Monika Helbig:
- Perlenschmuck – Gefädelte Ketten.
- Wunderschöner Perlenschmuck. Perlenschmuck mit Swarovski Perlen.
- Willkommen daheim! Ländliche Holzdekorationen.
- Mehrstrangketten – von edel bis romantisch. Einfache und schnelle Perlenschmuck-Ideen.
- Wahre Schmuckstücke. Gehäkelter und gelegter Perlenschmuck.
- Gehäkelter Perlenschmuck.
- Perlenschmuck.
- Schnell gesteckt, schön geformt! Ideen für Steckbrett, Draht und Perlen.
- Deko-Ideen für Frühling & Ostern.